# Прай
Пра̀й (на италиански: Pray; на пиемонтски: Praj, Прай) е село и община в Северна Италия, провинция Биела, регион Пиемонт. Разположено е на 430 m надморска височина. Населението на общината е 2275 души (към 2010 г.).